# Seznam poštovních známek České republiky 2000–2009
Poštovní známky České republiky jsou vydávány od roku 1993.
Poštovní známky České republiky vydávalo v období 1993 až 2002 Ministerstvo dopravy a spojů České republiky, v období 2003 až květen 2007 Ministerstvo informatiky České republiky. Od června 2007 je vydává Ministerstvo průmyslu a obchodu České republiky (podle § 35 29/2000 Sb. ve znění zákona č. 95/2005 Sb. a zákona č. 110/2007 Sb.). Náklady na vydávání poštovních známek hradí a jejich uvádění do oběhu provádí držitel poštovní licence (podle § 35 29/2000 Sb.) – tzn. v letech 1993 až 2008 Česká pošta s. p.
Seznam je neúplný.

## 2000
| číslo     | datum              | rozměr     | grafika        | rytí           | popis (tučným písmem jsou napsané série), nominální hodnota, námět, náklad (v závorce související informace na wikipedii)                                      |
| --------- | ------------------ | ---------- | -------------- | -------------- | --- |
| 243       | 20. ledna 2000     |            |                | Bedřich Housa  | Tradice české známkové tvorby – na známce je zobrazena známka B. Heinze Dětem z roku 1938, 5,40 Kč, Bedřich Housa, 2.670.000 známek a 75.000 Sešitkových listů |
| 244       | 20. ledna 2000     |            |                | Václav Fajt    | Brno 2000 – Celostátní výstava poštovních známek: Pohled na Brno z roku 1593, 5,40 Kč, A. Odehnal, 3.690.000 známek                                            |
| A 245     | 20. ledna 2000     |            |                | Václav Fajt    | Brno 2000 – Celostátní výstava poštovních známek: Brno – Kostel sv. Jakuba, 50 Kč, A. Odehnal, 224.000 aršíků                                                  |
| A 246     | 1. března 2000     |            |                | Miloš Ondráček | Osobnosti I.: T. G. Masaryk, 17 Kč, Oldřich Kulhánek, 173.000 aršíků                                                                                           |
| 247       | 1. března 2000     |            |                | B. Šneider     | 700 let Královského horního práva – Kutná Hora, 5 Kč, Z. Mézl, 1.694.200 známek a 50.100 sešitkových listů                                                     |
| 248       | 1. března 2000     |            |                | Miloš Ondráček | Prezident republiky Václav Havel, 5,40 Kč, J. Rathouský |
| Au 1      | 5. března 2000     |            |                | –              | Hrad Veveří – automatová (výplatní) známka |
| 249       | 5. dubna 2000      |            |                | Bedřich Housa  | Velikonoce, 5 Kč, O. Čechová, 7.245.000 známek |
| A 250/252 | 5. dubna 2000      |            |                | Martin Srb     | Praha – Evropské město kultury roku 2000, 37 Kč, J. Liesler, 156.000 aršíků                                                                                    |
| 253       | 9. května 2000     |            |                | J.-P. Cousin   | EUROPA – společná známka Evropy, 9 Kč, 600.000 |
| A 254/255 | 9. května 2000     |            |                | B. Šneider     | Doprava – železnice roku 1900 a 2000, 23 Kč, J. Bouda, 146.500 aršíků                                                                                          |
| 256       | 9. května 2000     |            |                | Miloš Ondráček | Osobnosti II.: Vítězslav Nezval, 5 Kč, Oldřich Kulhánek, 4.155.000 známek                                                                                      |
| 257       | 9. května 2000     |            |                | Miloš Ondráček | Osobnosti II.: Gustav Mahler, 8 Kč, Oldřich Kulhánek, 1.405.000 ks                                                                                             |
| 258       | 9. května 2000     |            |                | Miloš Ondráček | Znamení zvěrokruhu: Panna, 2 Kč, V. Suchánek |
| 259       | 31. května 2000    |            |                | B. Šneider     | Dětem, 5,40 Kč, A. Khunová, 2.130.000 ks a 50.000 sešitkových listů                                                                                            |
| 260       | 31. května 2000    |            |                | Miloš Ondráček | Světový rok matematiky, 7 Kč, Z. Ziegler, 1.774.000 ks |
| 261       | 28. června 2000    |            |                | Miloš Ondráček | Krásy naší vlasti – Praha: Staroměstská mostecká věž, 9 Kč, J. Kavan, 536.000 ks                                                                               |
| 262       | 28. června 2000    |            |                | Miloš Ondráček | Krásy naší vlasti – Praha: Chrám sv. Mikuláše na Malé Straně, 11 Kč, J. Kavan, 532.000 výtisků                                                                 |
| 263       | 28. června 2000    |            |                |                | Krásy naší vlasti – Královská cesta: secese, 13 Kč |
| 264       | 28. června 2000    |            |                |                | Ochrana přírody – vzácné houby: hřib satanovitý, 5 Kč |
| 265       | 28. června 2000    |            |                |                | Ochrana přírody – vzácné houby: hvězdovka Pouzarova, 5 Kč |
| 266       | 28. června 2000    |            |                |                | Ochrana přírody – vzácné houby: kačenka česká, 5,40 Kč |
| 267       | 28. června 2000    |            |                |                | Ochrana přírody – vzácné houby: smrž pražský, 5,40 Kč |
| 268       | 30. srpna 2000     | 40 × 23 mm | Jiří Rathouský | Václav Fajt    | Hry XXVII. olympiády v Sydney, 13 Kč |
| 269       | 30. srpna 2000     | 40 × 23 mm | Jaroslav Fišer | Václav Fajt    | Antické olympijské hry, 9 Kč |
| 270       | 30. srpna 2000     | 40 × 23 mm | Jan Solpera    | Václav Fajt    | Zasedání MMF a Skupiny Světové banky v Praze, 7 Kč |
| 271       | 4. října 2000      |            |                |                | Myslivost v ročních obdobích: jaro, 5,40 Kč |
| 272       | 4. října 2000      |            |                |                | Myslivost v ročních obdobích: léto, 5,40 Kč |
| 273       | 4. října 2000      |            |                |                | Myslivost v ročních obdobích: podzim, 5 Kč |
| 274       | 4. října 2000      |            |                |                | Myslivost v ročních obdobích: zima, 5 Kč |
| 275       | 15. listopadu 2000 |            |                |                | Umělecká díla na známkách: Mistr Theodorik, 13 Kč |
| 276       | 15. listopadu 2000 |            |                |                | Umělecká díla na známkách: Petr Jan Brandl, 17 Kč |
| 277       | 15. listopadu 2000 |            |                |                | Umělecká díla na známkách: Alfons Mucha, 26 Kč |
| 278       | 15. listopadu 2000 |            |                |                | Vánoce, 5 Kč |
| 279       | 22. listopadu 2000 | 23 × 30 mm | Adolf Born     | Martin Srb     | Poslední známka tisíciletí, 9 Kč |

## 2001
| číslo     | datum              | rozměr     | grafika                   | rytí            | popis (námět, v závorce související informace na wikipedii, nominální hodnota)                                                               |
| --------- | ------------------ | ---------- | ------------------------- | --------------- | --- |
| 280       | 2. ledna 2001      | 23 × 30 mm | Adolf Born                | Martin Srb      | První známka třetího tisíciletí, 9 Kč |
| bez čísla | 2. ledna 2001      |            | Alfred Fuchs              | –               | dopisnice s natištěnou poštovní známkou: Nový Svět s Pražským hradem v pozadí, nominální hodnota: 5,40 Kč, prodejní cena: 6,10 Kč            |
| 281       | 20. ledna 2001     | 23 x 40 mm | Bedřich Housa             | Bedřich Housa   | Tradice české známkové tvorby (rytecký přepis známky z roku 1951 s portrétem Aloise Jiráska od Karla Svolinského a Jindry Schmidta), 5,40 Kč |
| 282       | 20. ledna 2001     | 19 x 23 mm | Vladimír Suchánek         | Miloš Ondráček  | Znamení zvěrokruhu: Ryby – výplatní známka, 0,40 Kč                                                                                          |
| 283       | 21. února 2001     | 19 x 23 mm | Vladimír Suchánek         | Miloš Ondráček  | Znamení zvěrokruhu: Lev – výplatní známka, 12 Kč                                                                                             |
| 284       | 14. března 2001    | 23 x 30 mm | Oldřich Kulhánek          | Miloš Ondráček  | Češi Evropě – J. Á. Komenský, 9 Kč |
| A 285     | 28. března 2001    | 26 x 40 mm | Jan Kavan                 | Martin Srb      | Tisíc let architektury na území ČR: kostel v Jakubu, 13 Kč                                                                                   |
| A 286     | 28. března 2001    | 26 x 40 mm | Jan Kavan                 | Martin Srb      | Tisíc let architektury na území ČR: zámek Bučovice, 17 Kč                                                                                    |
| A 287     | 28. března 2001    | 26 x 40 mm | Jan Kavan                 | Martin Srb      | Tisíc let architektury na území ČR: Tančící dům v Praze, 31 Kč                                                                               |
| 288       | 28. března 2001    | 23 x 30 mm | Zdenka Kabátová-Táborská  | Martin Srb      | Velikonoce, 5,40 |
| A 289     | 18. dubna 2001     | 50 x 40 mm | Zdeněk Ziegler            | Miloš Ondráček  | České barokní umění – V. V. Reiner, 50 Kč |
| 290       | 9. května 2001     | 40 x 23 mm | Jan Solpera               | Václav Fajt     | EUROPA – české rybníkářství, 9 Kč |
| 291       | 9. května 2001     | 23 x 30 mm | Zdeněk Netopil            | Václav Fajt     | ME ve volejbalu mužů v Ostravě, 12 Kč |
| 292       | 30. května 2001    | 23 × 30 mm | Zdeněk Ziegler            | Bohumil Šneider | Dětem (Maxipes Fík), 5,40 Kč |
| 293       | 30. května 2001    | 23 × 30 mm | Hana Čápová               | Václav Fajt     | Osobnosti: František Škroup, 5,40 Kč |
| 294       | 30. května 2001    | 23 × 30 mm | Hana Čápová               | Václav Fajt     | Osobnosti: František Halas, 16 Kč |
| 295       | 20. června 2001    | 23 × 30 mm | Karel Franta              | Bedřich Housa   | Gratulační známka, 5,40 Kč |
| 296       | 20. června 2001    | 30 x 23 mm | Ladislav Kuklík           | Miloš Ondráček  | Chovatelství – psi: Německý ovčák, 5,40 Kč                                                                                                   |
| 297       | 20. června 2001    | 30 x 23 mm | Ladislav Kuklík           | Miloš Ondráček  | Chovatelství – psi: Zlatý retrívr, 5,40 Kč                                                                                                   |
| 298       | 20. června 2001    | 30 x 23 mm | Ladislav Kuklík           | Miloš Ondráček  | Chovatelství – psi: West highland white teriér, 5,40 Kč                                                                                      |
| 299       | 20. června 2001    | 30 x 23 mm | Ladislav Kuklík           | Miloš Ondráček  | Chovatelství – psi: Beagle, 5,40 Kč |
| 300       | 5. září 2001       | 40 x 23 mm | Libuše a Jaromír Knotkovi | Martin Srb      | Ochrana přírody – zvířata v ZOO: Fenek, 5,40 Kč                                                                                              |
| 301       | 5. září 2001       | 40 x 23 mm | Libuše a Jaromír Knotkovi | Martin Srb      | Ochrana přírody – zvířata v ZOO: Panda, 5,40 Kč                                                                                              |
| 302       | 5. září 2001       | 40 x 23 mm | Libuše a Jaromír Knotkovi | Martin Srb      | Ochrana přírody – zvířata v ZOO: Tygr, 5,40 Kč                                                                                               |
| 303       | 5. září 2001       | 40 x 23 mm | Libuše a Jaromír Knotkovi | Martin Srb      | Ochrana přírody – zvířata v ZOO: Orangutan, 5,40 Kč                                                                                          |
| 304       | 9. října 2001      | 40 x 23 mm | Pavel Sivko               | Václav Fajt     | Krásy naší vlasti: Kroměříž (UNESCO), 12 Kč                                                                                                  |
| 305       | 9. října 2001      | 40 x 26 mm | Pavel Sivko               | Václav Fajt     | Krásy naší vlasti: Holašovice (UNESCO), 14 Kč                                                                                                |
| 306       | 9. října 2001      | 23 x 30 mm | Vladimír Suchánek         | Miloš Ondráček  | Technické památky: větrný mlýn Kuželov, 9 Kč                                                                                                 |
| 307       | 9. října 2001      | 23 x 30 mm | Vladimír Suchánek         | Miloš Ondráček  | Technické památky: vodní mlýn Střehom, 14,40 Kč                                                                                              |
| 308       | 9. října 2001      | 23 x 30 mm | Urska Golob               | Bohumil Šneider | Dialog mezi civilizacemi, 9 Kč |
| 309       | 14. listopadu 2001 | 40 x 50 mm | –                         | Bedřich Housa   | Umělecká díla na známkách: Michael Jindřich Rentz, 12 Kč                                                                                     |
| 310       | 14. listopadu 2001 | 40 x 50 mm | Cyril Bouda               | Václav Fajt     | Umělecká díla na známkách: Cyril Bouda, 17 Kč                                                                                                |
| 311       | 14. listopadu 2001 | 40 x 50 mm | –                         | Miloš Ondráček  | Umělecká díla na známkách: Václav Brožík, 26 Kč                                                                                              |
| 312       | 14. listopadu 2001 | 23 x 30 mm | Olga Čechová              | Bedřich Housa   | Vánoce, 5,40 Kč |

## 2002
| číslo | datum              | rozměr     | grafika                   | rytí            | popis (námět, v závorce související informace na wikipedii, nominální hodnota)                                                                                         |
| ----- | ------------------ | ---------- | ------------------------- | --------------- | --- |
| 313   | 20. ledna 2002     | 23 x 40 mm | Bedřich Housa             | Bedřich Housa   | Tradice české známkové tvorby (rytecký přepis známky s alegorickou postavou Republiky od Maxe Švabinského a rytce Bohumila Heinze v hodnotě 2 Kč z roku 1938), 5,40 Kč |
| 314   | 30. ledna 2002     | 33 x 33 mm | Zdeněk Netopil            | Miloš Ondráček  | XIX. ZOH v Salt Lake City (akrobatické lyžování – akrobatické skoky), 12 Kč                                                                                            |
| 315   | 30. ledna 2002     | 23 x 30 mm | Pavel Hrach               | Bohumil Šneider | Zimní paralympijské hry v Salt Lake City (sjezdové lyžování), 5,40 Kč                                                                                                  |
| 316   | 6. března 2002     | 40 x 23 mm | Karel Dvořák              | Jaroslav Tvrdoň | Osobnosti české populární hudby a jejich dílo (Karel Vacek, Jaromír Vejvoda, Josef Poncar), 9 Kč                                                                       |
| 317   | 6. března 2002     | 23 x 30 mm | Jindřich Kovařík          | Pavel Kovářík   | Velikonoce, 5,40 Kč |
| 318   | 8. března 2002     | 33 x 33 mm | Zdeněk Netopil            | Miloš Ondráček  | XIX. ZOH v Salt Lake City: Aleš Valenta – Zlatá medaile (akrobatické lyžování – akrobatické skoky), 12 Kč                                                              |
| 319   | 23. dubna 2002     | 50 x 40 mm | Vlaho Bukovac             | Václav Fajt     | Umělecká díla na známkách I.– Vlaho Bukovac (obraz Divan), 17 Kč |
| 320   | 7. května 2002     | 40 x 23 mm | Josef Liesler             | Jaroslav Tvrdoň | EUROPA – Cirkus, 9 Kč |
| A 321 | 7. května 2002     |            | –                         | –               | Česká kultura a Francie – aršík se dvěma různými známkami (kat. č. 321, 322), 54 Kč                                                                                    |
| 321   | 7. května 2002     | 26 x 40 mm | Zdeněk Ziegler            | Miloš Ondráček  | Česká kultura a Francie (František Kupka, olejomalba Klávesy piana – Jezero), 23 Kč                                                                                    |
| 322   | 7. května 2002     | 26 x 40 mm | Zdeněk Ziegler            | Miloš Ondráček  | Česká kultura a Francie (Auguste Rodin, busta Muž s přeraženým nosem), 31 Kč                                                                                           |
| 323   | 29. května 2002    | 23 x 30 mm | Zdeněk Miler              | Bohumil Šneider | Dětem (Krteček), 5,40 Kč |
| 324   | 6. června 2002     | 23 x 30 mm | Josef Saska               | Václav Fajt     | Ochrana přírody – perlorodka říční, 9 Kč |
| 325   | 19. června 2002    | 23 x 30 mm | Oldřich Kulhánek          | Miloš Ondráček  | Češi Evropě – Mistr Jan Hus (známka s kupónem), 9 Kč |
| A 326 | 19. června 2002    |            | Libuše a Jaromír Knotkovi | Martin Srb      | Ochrana přírody – ohrožení motýli (WWF) – aršík se čtyřmi různými známkami (kat. č. 326, 327, 328,329) a kupóny, 28,80 Kč                                              |
| 326   | 19. června 2002    | 40 x 23 mm | Libuše a Jaromír Knotkovi | Martin Srb      | Ochrana přírody – ohrožení motýli (WWF) (Modrásek bahenní), 5,40 Kč |
| 327   | 19. června 2002    | 40 x 23 mm | Libuše a Jaromír Knotkovi | Martin Srb      | Ochrana přírody – ohrožení motýli (WWF) (Modrásek hořcový), 5,40 Kč |
| 328   | 19. června 2002    | 40 x 23 mm | Libuše a Jaromír Knotkovi | Martin Srb      | Ochrana přírody – ohrožení motýli (WWF) (Modrásek očkovaný), 9 Kč |
| 329   | 19. června 2002    | 40 x 23 mm | Libuše a Jaromír Knotkovi | Martin Srb      | Ochrana přírody – ohrožení motýli (WWF) (Modrásek černoskvrnný), 9 Kč                                                                                                  |
| Au 2  | 26. června 2002    | 40 x 25 mm | Karel Beneš               | –               | Hrad Zvíkov (automatová známka), 5,40 Kč až 38 Kč |
| 330   | 1. září 2002       | 19 x 23 mm | Anna Khunová              | Bohumil Šneider | Krása květů – Maceška, 6,40 Kč |
| 331   | 1. září 2002       | 19 x 23 mm | Vladimír Suchánek         | Miloš Ondráček  | Znamení zvěrokruhu – Blíženci, 17 Kč |
| 332   | 11. září 2002      | 23 x 40 mm | Zdeněk Netopil            | Miloš Ondráček  | Emil Zátopek – nejlepší český sportovec 20. století, 9 Kč |
| 333   | 11. září 2002      | 40 x 26 mm | Antonín Odehnal           | Václav Fajt     | Krásy naší vlasti – Zámecký areál v Litomyšli (UNESCO), 12 Kč |
| 334   | 11. září 2002      | 26 x 40 mm | Antonín Odehnal           | Václav Fajt     | Krásy naší vlasti – Sloup Nejsvětější Trojice v Olomouci (UNESCO), 14 Kč                                                                                               |
| 335   | 6. listopadu 2002  | 19 x 23 mm | Jiří Rathouský            | Miloš Ondráček  | Prezident republiky Václav Havel, 6,40 Kč |
| 336   | 6. listopadu 2002  | 23 x 30 mm | Adolf Born                | Pavel Kovářík   | Mikulášská nadílka, 6,40 Kč |
| 337   | 13. listopadu 2002 | 23 x 30 mm | Jana Sigmundová           | Jiří Bouda      | Vánoce, 6,40 Kč |
| 338   | 14. listopadu 2002 | 23 x 40 mm | Václav Kučera             | Pavel Kovářík   | Summit NATO v Praze, 9 Kč |
| 339   | 11. prosince 2002  | 23 x 40 mm | Bedřich Housa             | Bedřich Housa   | Sběratelství – slohový nábytek (barokní křeslo), 6,40 Kč |
| 340   | 11. prosince 2002  | 23 x 40 mm | Bedřich Housa             | Bedřich Housa   | Sběratelství – slohový nábytek (empírový šicí stolek), 9 Kč |
| 341   | 11. prosince 2002  | 23 x 40 mm | Bedřich Housa             | Bedřich Housa   | Sběratelství – slohový nábytek (toaletní stolek), 12 Kč |
| 342   | 11. prosince 2002  | 23 x 40 mm | Bedřich Housa             | Bedřich Housa   | Sběratelství – slohový nábytek (české art deco křeslo), 17 Kč |
| 343   | 11. prosince 2002  | 50 x 40 mm | Martin Srb                | Martin Srb      | Umělecká díla na známkách – Jaroslav Panuška (obraz Opuštěná), 12 Kč                                                                                                   |
| 344   | 11. prosince 2002  | 40 x 50 mm | Miloš Ondráček            | Miloš Ondráček  | Umělecká díla na známkách – Mikoláš Aleš (Sv. Václav, návrh okna), 20 Kč                                                                                               |
| 345   | 11. prosince 2002  | 40 x 50 mm | Václav Fajt               | Václav Fajt     | Umělecká díla na známkách – Jan Petr Molitor (Podobizna mladého muže s loutnou), 26 Kč                                                                                 |

## 2003
| číslo | datum             | rozměr     | grafika                   | rytí            | popis (námět, v závorce související informace na wikipedii, nominální hodnota) |
| ----- | ----------------- | ---------- | ------------------------- | --------------- | --- |
| A 346 | 1. ledna 2003     | 40 x 26 mm | Otakar Karlas             | Bohumil Šneider | 10. výročí České republiky – aršík s jednou známkou (socha Českého lva sochaře Josefa Maxe), 25 Kč |
| 347   | 20. ledna 2003    | 23 x 40 mm | Bedřich Housa             | Bedřich Housa   | Tradice české známkové tvorby (rytecký přepis známky Svatovítská katedrála na Pražském hradě od Jana C. Vondrouše a rytce Karla Seizingera z emise Malá dohoda v hodnotě 2,50 Kč z roku 1937), 6,40 Kč |
| 348   | 12. února 2003    | 30 x 23 mm | Zdeněk Netopil            | Miloš Ondráček  | Osobnosti – Jaroslav Vrchlický, 6,40 Kč |
| 349   | 12. února 2003    | 30 x 23 mm | Zdeněk Netopil            | Miloš Ondráček  | Osobnosti – Josef Thomayer, 8 Kč |
| 350   | 12. února 2003    | 19 x 23 mm | Vladimír Suchánek         | Miloš Ondráček  | Znamení zvěrokruhu – Skopec, 26 Kč |
| 351   | 26. března 2003   | 23 x 30 mm | Eva Natus-Šalamounová     | Jaroslav Tvrdoň | Velikonoce, 6,40 Kč |
| 352   | 26. března 2003   | 33 x 33 mm | Vladimír Suchánek         | Miloš Ondráček  | Tradice lidové tvorby – krajky (síťovaná krajka), 6,40 Kč |
| 353   | 26. března 2003   | 33 x 33 mm | Vladimír Suchánek         | Miloš Ondráček  | Tradice lidové tvorby – krajky (paličkovaná krajka), 9 Kč |
| 354   | 26. března 2003   | 23 x 30 mm | Karel Zeman               | –               | Růže nad Prahou, 6,40 Kč |
| 355   | 7. května 2003    | 23 x 40 mm | Zdeněk Ziegler            | Miloš Ondráček  | EUROPA – Umění plakátu (plakát filmu F. Felliniho Sladký život od Karla Vaci), 9 Kč |
| 356   | 7. května 2003    | 40 x 26 mm | Adolf Absolon             | Martin Srb      | Krásy naší vlasti – Český ráj – Hruboskalsko – Dračí skály, 12 Kč |
| 357   | 7. května 2003    | 40 x 26 mm | Adolf Absolon             | Martin Srb      | Krásy naší vlasti – Moravský kras – Punkevní jeskyně, 14 Kč |
| 358   | 28. května 2003   | 23 x 30 mm | Adolf Born                | Jaroslav Tvrdoň | Dětem (Mach, Šebestová a pes Jonatán), 6,40 Kč |
| 359   | 28. května 2003   | 40 x 23 mm | Jiří Bouda                | Jiří Bouda      | 100 let provozu Křižíkovy první elektrické dráhy Tábor – Bechyně, 10 Kč |
| 360   | 28. května 2003   | 23 x 30 mm | Adolf Absolon             | Martin Srb      | Technické památky – nejstarší české rozhledny (Kleť na Českokrumlovsku), 6,40 Kč |
| 361   | 28. května 2003   | 23 x 30 mm | Adolf Absolon             | Martin Srb      | Technické památky – nejstarší české rozhledny (Slovanka na Jablonecku), 6,40 Kč |
| 362   | 25. června 2003   | 40 x 30 mm | Kryštof Krejča            | Pavel Kovářík   | Sport – Mistrovství Evropy ve střelbě, 9 Kč |
| 363   | 25. června 2003   | 23 x 30 mm | Oldřich Kulhánek          | Miloš Ondráček  | Češi Evropě – Josef Dobrovský, 9 Kč |
| 364   | 30. července 2003 | 19 x 23 mm | Oldřich Kulhánek          | Miloš Ondráček  | Prezident republiky Václav Klaus, 6,40 Kč |
| A 365 | 10. září 2003     |            | Libuše a Jaromír Knotkovi | Martin Srb      | Chovatelství – akvarijní rybičky – aršík se čtyřmi různými známkami (kat. č. 365, 366, 367,368) a kupóny, 62 Kč                                                                                        |
| 365   | 10. září 2003     | 23 x 40 mm | Libuše a Jaromír Knotkovi | Martin Srb      | Chovatelství – akvarijní rybičky (Bojovnice pestrá), 12 Kč |
| 366   | 10. září 2003     | 23 x 40 mm | Libuše a Jaromír Knotkovi | Martin Srb      | Chovatelství – akvarijní rybičky (Skalára amazonská), 14 Kč |
| 367   | 10. září 2003     | 50 x 40 mm | Libuše a Jaromír Knotkovi | Martin Srb      | Chovatelství – akvarijní rybičky (Závojnatka čínská), 16 Kč |
| 368   | 10. září 2003     | 50 x 40 mm | Libuše a Jaromír Knotkovi | Martin Srb      | Chovatelství – akvarijní rybičky (Terčovec zelený), 20 Kč |
| 369   | 1. října 2003     | 40 x 50 mm | Jan Kavan                 | Václav Fajt     | Orientální koberce – koberec modlitební, vázaný, 9 Kč |
| 370   | 1. října 2003     | 40 x 50 mm | Jan Kavan                 | Václav Fajt     | Orientální koberce – koberec vázaný, 12 Kč |
| 371   | 15. října 2003    | 40 x 23 mm | Karel Zeman               | Jaroslav Tvrdoň | Portál baziliky kláštera "Porta Coeli" v Předklášteří, 6,50 Kč |
| 372   | 15. října 2003    | 23 x 30 mm | Josef Saska               | Václav Fajt     | Ochrana přírody – draví ptáci (luňák červený), 6,50 Kč |
| 373   | 15. října 2003    | 23 x 30 mm | Josef Saska               | Václav Fajt     | Ochrana přírody – draví ptáci (sokol stěhovavý), 8 Kč |
| 374   | 15. října 2003    | 23 x 30 mm | Josef Saska               | Václav Fajt     | Ochrana přírody – draví ptáci (orel nejmenší), 9 Kč |
| 375   | 15. října 2003    | 40 x 23 mm | Bedřich Housa             | Bedřich Housa   | Technické památky – hasičská technika (dřevěná stříkačka), 6,50 Kč |
| 376   | 15. října 2003    | 40 x 23 mm | Bedřich Housa             | Bedřich Housa   | Technické památky – hasičská technika (motorová stříkačka), 9 Kč |
| 377   | 15. října 2003    | 40 x 23 mm | Bedřich Housa             | Bedřich Housa   | Technické památky – hasičská technika (CAS 8/AVIA DAEWOO), 12 Kč |
| 378   | 22. října 2003    | 19 x 23 mm | Anna Khunová              | Bohumil Šneider | Krása květů – Chrpa, 0,50 Kč |
| 379   | 22. října 2003    | 19 x 23 mm | Anna Khunová              | Bohumil Šneider | Krása květů – Jiřina, 6,50 Kč |
| 380   | 22. října 2003    | 23 x 30 mm | Karel Zeman               | –               | Růže nad Prahou, 6,50 Kč |
| 381   | 22. října 2003    | 23 x 30 mm | Karel Zeman               | –               | Lucerna na Novém Světě, 9 Kč |
| 382   | 5. listopadu 2003 | 19 x 23 mm | Oldřich Kulhánek          | Miloš Ondráček  | Prezident republiky Václav Klaus, 6,50 Kč |
| 383   | 5. listopadu 2003 | 50 x 40 mm | –                         | Bohumil Šneider | Umělecká díla na známkách – Max Švabinský (obraz Chudý kraj), 17 Kč |
| 384   | 5. listopadu 2003 | 40 x 50 mm | –                         | Václav Fajt     | Umělecká díla na známkách – Antonín Slavíček (obraz Podzim ne Veltrusích), 20 Kč |
| 385   | 5. listopadu 2003 | 40 x 50 mm | –                         | Miloš Ondráček  | Umělecká díla na známkách – Agnolo Bronzino (obraz Eleonora z Toleda), 26 Kč |
| 386   | 5. listopadu 2003 | 23 x 30 mm | Ivan Exner                | Pavel Kovářík   | Vánoce, 6,50 Kč |

## 2004
| číslo | datum              | rozměr       | grafika                         | rytí            | popis (námět, v závorce související informace na wikipedii, nominální hodnota)                                                                              |
| ----- | ------------------ | ------------ | ------------------------------- | --------------- | --- |
| 387   | 20. ledna 2004     | 23 x 40 mm   | Bedřich Housa                   | Bedřich Housa   | Tradice české známkové tvorby (rytecký přepis známky J. Švengsbíra U zelené žáby z emise Domovní znamení a portály v hodnotě 1,80 Kčs z roku 1970), 6,50 Kč |
| 388   | 18. února 2004     | 50 x 40 mm   | Karel Zeman                     | Jaroslav Tvrdoň | Chrám Nanebevzetí P. Marie v Brně, 17 Kč |
| 389   | 18. února 2004     | 30 x 23 mm   | Zdeněk Ziegler                  | Václav Fajt     | Technické památky – Buškův hamr ve Lništi, 6,50 Kč |
| 390   | 18. února 2004     | 30 x 23 mm   | Zdeněk Ziegler                  | Václav Fajt     | Technické památky – Stará huť u Adamova, 17 Kč |
| 391   | 17. března 2004    | 30 x 23 mm   | Ladislav Hojný                  | Pavel Kovářík   | Velikonoce, 6,50 Kč |
| 392   | 17. března 2004    | 40 x 50 mm   | Václav Fajt                     | Václav Fajt     | Evropská výstava poštovních známek Brno 2005 – Antonín Procházka: Prométheus, 26 Kč                                                                         |
| 393   | 14. dubna 2004     | 23 x 40 mm   | Zdeněk Netopil                  | Miloš Ondráček  | Mistrovství světa v ledním hokeji 2004, 12 Kč |
| 394   | 1. května 2004     | 33 x 33 mm   | Jan Soplera                     | Bohumil Šneider | Vstup České republiky do Evropské unie, 9 Kč |
| 395   | 1. května 2004     | 40 x 23 mm   | agentura JP Advertising Limited | –               | Deset nových členských zemí Evropské unie, 9 Kč |
| 396   | 5. května 2004     | 33 x 33 mm   | Pavel Hrach                     | Pavel Hrach     | EUROPA – Prázdniny (část obrázku Miloslava Jágra), 9 Kč |
| 397   | 5. května 2004     | 23 x 40 mm   | Renáta Fučíková                 | Jaroslav Tvrdoň | Česká hudba 2004 – Postavy z českých oper – Bedřich Smetana: Dalibor, 6,50 Kč                                                                               |
| 398   | 5. května 2004     | 23 x 40 mm   | Renáta Fučíková                 | Jaroslav Tvrdoň | Česká hudba 2004 – Postavy z českých oper – Antonín Dvořák: Jakobín, 8 Kč                                                                                   |
| 399   | 5. května 2004     | 23 x 40 mm   | Renáta Fučíková                 | Jaroslav Tvrdoň | Česká hudba 2004 – Postavy z českých oper – Leoš Janáček: Její pastorkyňa, 10 Kč                                                                            |
| 400   | 26. května 2004    | 40 x 26 mm   | Antonín Odehnal                 | Václav Fajt     | Krásy naší vlasti – Poutní místo Svatá Hora Příbram, 12 Kč                                                                                                  |
| 401   | 26. května 2004    | 40 x 26 mm   | Antonín Odehnal                 | Václav Fajt     | Krásy naší vlasti – Poutní místo Svatý Hostýn, 14 Kč |
| 402   | 26. května 2004    | 30 x 23 mm   | Jindra Čapek                    | Pavel Kovářík   | Dětem (Žabákova dobrodružství), 6,50 Kč |
| 403   | 26. května 2004    | 23 x 30 mm   | Pavel Dvorský                   | Jaroslav Tvrdoň | Evropská výstava poštovních známek Brno 2005 – Socha Radegasta na Radhošti, 6,50 Kč                                                                         |
| 404   | 23. června 2004    | 40 x 23 mm   | Markéta Prachatická             | Miloš Ondráček  | Francesco Petrarca (podobizna podle portrétu od Andrey del Castagno), 700. výročí básníkova narození, 14 Kč                                                 |
| 405   | 23. června 2004    | 23 x 40 mm   | Zdeněk Netopil                  | Miloš Ondráček  | Hry XXVIII. olympiády v Athénách, 9 Kč |
| 406   | 23. června 2004    | 23 x 40 mm   | Zdeněk Netopil                  | Miloš Ondráček  | Letní paralympiáda 2004, Athény, 6,50 Kč |
| 407   | 8. září 2004       | 23 x 30 mm   | Adolf Absolon                   | Martin Srb      | Ochrana přírody – chráněné stromy – Zpívající lípa v Telecím, 6,50 Kč                                                                                       |
| 408   | 8. září 2004       | 23 x 30 mm   | Adolf Absolon                   | Martin Srb      | Ochrana přírody – chráněné stromy – Žižkův dub v Podhradí, 8 Kč                                                                                             |
| A 409 | 8. září 2004       | 115 x 168 mm | Libuše a Jaromír Knotkovi       | Martin Srb      | Chovatelství – papoušci – aršík se čtyřmi různými známkami (kat. č. 409, 410, 411, 412) a kupóny, 62 Kč                                                     |
| 409   | 8. září 2004       | 40 x 23 mm   | Libuše a Jaromír Knotkovi       | Martin Srb      | Chovatelství – papoušci (Andulka vlnkovaná), 12 Kč |
| 410   | 8. září 2004       | 40 x 23 mm   | Libuše a Jaromír Knotkovi       | Martin Srb      | Chovatelství – papoušci (Papoušík škraboškový), 14 Kč |
| 411   | 8. září 2004       | 40 x 23 mm   | Libuše a Jaromír Knotkovi       | Martin Srb      | Chovatelství – papoušci (Alexandr malý), 16 Kč |
| 412   | 8. září 2004       | 40 x 23 mm   | Libuše a Jaromír Knotkovi       | Martin Srb      | Chovatelství – papoušci (Ara zelenokřídlý), 20 Kč |
| 413   | 29. září 2004      | 23 x 30 mm   | Jan Kavan                       | Bohumil Šneider | Zavedení povinné školní docházky v našich zemích – 1774, 6,50 Kč                                                                                            |
| 414   | 20. října 2004     | 23 x 30 mm   | Bedřich Housa                   | –               | Sběratelství – historické dětské kočárky (dětský kočárek kol. r. 1880), 12 Kč                                                                               |
| 415   | 20. října 2004     | 23 x 30 mm   | Bedřich Housa                   | –               | Sběratelství – historické dětské kočárky (dětský kočárek kol. r. 1890), 14 Kč                                                                               |
| 416   | 20. října 2004     | 23 x 30 mm   | Bedřich Housa                   | Bedřich Housa   | Sběratelství – historické dětské kočárky (dětský kočárek kol. r. 1900), 16 Kč                                                                               |
| 417   | 10. listopadu 2004 | 50 x 40 mm   | –                               | Václav Fajt     | Umělecká díla na známkách – Alois Bubák (obraz Na kraji Českého ráje), 20 Kč                                                                                |
| 418   | 10. listopadu 2004 | 40 x 50 mm   | –                               | Miloš Ondráček  | Umělecká díla na známkách – Hanuš Schwaiger (obraz Dlouhý, Široký a Bystrozraký), 22 Kč                                                                     |
| 419   | 10. listopadu 2004 | 40 x 50 mm   | –                               | Miloš Ondráček  | Umělecká díla na známkách – Vojtěch Hynais (obraz Jaro; detail), 26 Kč                                                                                      |
| 420   | 10. listopadu 2004 | 23 x 30 mm   | Bedřich Housa                   | Bedřich Housa   | Vánoce, 6,50 Kč |

## 2005
| číslo | datum             | rozměr     | grafika                   | rytí            | popis (námět, v závorce související informace na wikipedii, nominální hodnota) |
| ----- | ----------------- | ---------- | ------------------------- | --------------- | --- |
| 421   | 18. ledna 2005    | 23 x 40 mm | Bedřich Housa             | Bedřich Housa   | Tradice české známkové tvorby (rytecký přepis známky grafika Jaroslava Švába a rytce Jana Mráčka Karlštejn), 6,50 Kč                                                                              |
| A 422 | 18. ledna 2005    | 26 x 40 mm | Pavel Hrach               | Václav Fajt     | Osud kresby Petra Ginze "Měsíční krajina" – aršík, 31 Kč |
| 423   | 18. ledna 2005    | 19 x 23 mm | Anna Khunová              | Bohumil Šneider | Krása květů – Lilie, 7,50 Kč |
| 424   | 18. ledna 2005    | 23 x 30 mm | Karel Zeman               |                 | Brána s pávem, 7,50 Kč |
| 425   | 9. února 2005     | 23 x 40 mm | Otakar Karlas             | Bohumil Šneider | První vydání Babičky od B. Němcové – 1885, 7,50 Kč |
| 426   | 9. února 2005     |            | Oldřich Kulhánek          | Miloš Ondráček  | Prezident republiky Václav Klaus, 7,50 Kč |
| 427   | 2. března 2005    | 23 x 30 mm | Vladimír Suchánek         | Miloš Ondráček  | Velikonoce, 7,50 Kč |
| 428   | 2. března 2005    |            | Anna Khunová              | Bohumil Šneider | Krása květů – Fuchsie, 19 Kč |
| 429   | 23. března 2005   | 26 x 40 mm | Pavel Dvorský             | Jaroslav Tvrdoň | Krásy naší vlasti – Bazilika sv. Prokopa – Třebíč, 14 Kč |
| 430   | 23. března 2005   | 40 x 26 mm | Pavel Dvorský             | Jaroslav Tvrdoň | Krásy naší vlasti – Vila Tugendhat – Brno – 1930, 16 Kč |
| 431   | 13. dubna 2005    | 23 x 40 mm | Oldřich Kulhánek          | Miloš Ondráček  | Osobnosti – Bohuslav Brauner, 7,50 Kč |
| 432   | 13. dubna 2005    | 23 x 40 mm | Oldřich Kulhánek          | Miloš Ondráček  | Osobnosti – Adalbert Stifter, 12 Kč |
| 433   | 13. dubna 2005    | 23 x 40 mm | Oldřich Kulhánek          | Miloš Ondráček  | Osobnosti – Mikuláš Dačický z Heslova, 19 Kč |
| 434   | 4. května 2005    | 40 x 23 mm | Karel Zeman               | Jaroslav Tvrdoň | 200. výročí bitvy u Slavkova (známka s Mohylou míru a portrétem císaře Napoleona I. vyšla společně v České republice a ve Francii; rytinu francouzské známky provedl rytec Claude Jumelet), 19 Kč |
| A 435 | 4. května 2005    |            | Zdeněk Ziegler            | Václav Fajt     | 200. výročí bitvy u Slavkova – aršík (na aršíku je olejomalba francouzského malíře L.-F. Lejeuna), 30 Kč                                                                                          |
| 436   | 4. května 2005    | 33 x 33 mm | Jiří Slíva                | Pavel Kovářík   | EUROPA (Gastronomie), 9 Kč |
| 437   | 25. května 2005   | 40 x 23 mm | Zdeněk Ziegler            | Václav Fajt     | Světový rok fyziky 2005, 12 Kč |
| 438   | 25. května 2005   | 23 x 30 mm | Zdeněk Smetana            | Jiří Bouda      | Dětem (Křemílek a Vochomůrka), 7,50 Kč |
| A 439 | 22. června 2005   |            | Libuše a Jaromír Knotkovi | Martin Srb      | Chráněná fauna a flóra Krkonoš – aršík se čtyřmi různými známkami (kat. č. 439, 440, 441, 442) a kupóny, 63 Kč                                                                                    |
| 439   | 22. června 2005   | 40 x 23 mm | Libuše a Jaromír Knotkovi | Martin Srb      | Chráněná fauna a flóra Krkonoš (Violka žlutá sudetská), 12 Kč |
| 440   | 22. června 2005   | 40 x 23 mm | Libuše a Jaromír Knotkovi | Martin Srb      | Chráněná fauna a flóra Krkonoš (Skorec vodní), 14 Kč |
| 441   | 22. června 2005   | 40 x 50 mm | Libuše a Jaromír Knotkovi | Martin Srb      | Chráněná fauna a flóra Krkonoš (Mlok skvrnitý), 15 Kč |
| 442   | 22. června 2005   | 40 x 50 mm | Libuše a Jaromír Knotkovi | Martin Srb      | Chráněná fauna a flóra Krkonoš (Slavík modráček tundrový), 22 Kč |
| 443   | 22. června 2005   | 23 x 40 mm | Zdeněk Netopil            | Miloš Ondráček  | Mistrovství Evropy v baseballu 2005, 9 Kč |
| 444   | 7. září 2005      | 23 x 40 mm | Jan Kavan                 | Rudolf Cigánik  | Památky uměleckého řemesla – zvony – Benešov 1322, Havlíčkův Brod 1335, 7,50 Kč |
| 445   | 7. září 2005      | 23 x 40 mm | Jan Kavan                 | Rudolf Cigánik  | Památky uměleckého řemesla – zvony – Dobrš 1561, 1596, 9 Kč |
| 446   | 7. září 2005      | 23 x 40 mm | Jan Kavan                 | Rudolf Cigánik  | Památky uměleckého řemesla – zvony – Olomouc 1827, 12 Kč |
| 447   | 21. září 2005     | 30 x 23 mm | Bedřich Housa             | Bedřich Housa   | Historické traktory – traktor John Deere 15/27, 7,50 Kč |
| 448   | 21. září 2005     | 30 x 23 mm | Bedřich Housa             | Bedřich Housa   | Historické traktory – traktor Lanz Bulldog HL–12, 9 Kč |
| 449   | 21. září 2005     | 30 x 23 mm | Bedřich Housa             | Bedřich Housa   | Historické traktory – traktor Škoda HT 40, 18 Kč |
| 450   | 21. září 2005     | 33 x 33 mm | Jan Solpera               | Bohumil Šneider | Světový summit o informační společnosti, 9 Kč |
| 451   | 12. října 2005    | 40 x 23 mm | Zdeněk Netopil            | Miloš Ondráček  | Sport – Curling, 17 Kč |
| 452   | 9. listopadu 2005 | 40 x 50 mm |                           | Václav Fajt     | Umělecká díla na známkách – Adolf Kosárek (detail obrazu Letní krajina), 22 Kč |
| 453   | 9. listopadu 2005 | 40 x 50 mm |                           | Martin Srb      | Umělecká díla na známkách – Zdeněk Burian (obraz rodinky deinotheria), 25 Kč |
| 454   | 9. listopadu 2005 | 40 x 50 mm |                           | Miloš Ondráček  | Umělecká díla na známkách – Alois Kalvoda (obraz Osiky u Velkých Němčic), 26 Kč |
| 455   | 9. listopadu 2005 | 23 x 30 mm | Karel Franta              | Bedřich Housa   | Vánoce, 7,50 Kč |
| 456   | 9. listopadu 2005 | 30 x 23 mm | Karel Franta              | Bedřich Housa   | Vánoce, 9 Kč |

## 2006
| číslo | datum             | rozměr | grafika             | rytí           | popis (námět, v závorce související informace na wikipedii, nominální hodnota)                 |
| ----- | ----------------- | ------ | ------------------- | -------------- | ---------------------------------------------------------------------------------------------- |
| 457   | 20. ledna 2006    |        |                     |                | Tradice české známkové tvorby, 7,50 Kč                                                         |
| 458   | 1. února 2006     |        |                     |                | Krása květů: ibišek – výplatní známka, 11 Kč                                                   |
| 459   | 1. února 2006     |        |                     |                | Gratulační kytice – známka s kuponem pro přítisky, 10 Kč                                       |
| 460   | 8. února 2006     |        |                     |                | XX. zimní olympijské hry, Torino 2006, 9 Kč                                                    |
| 461   | 8. února 2006     |        |                     |                | Zimní paralympijské hry, Torino 2006, 7,50 Kč                                                  |
| 462   | 8. února 2006     |        |                     |                | Umění doby Karla IV.: Madona zbraslavská (Mistr vyšebrodského oltáře), 25 Kč                   |
| 463   | 22. února 2006    |        | Markéta Prachatická | Miloš Ondráček | Osobnosti: František Josef Gerstner (1756–1832), 11 Kč                                         |
| 464   | 22. února 2006    |        | Markéta Prachatická | Miloš Ondráček | Osobnosti: Jaroslav Ježek (1906–1942), 12 Kč                                                   |
| 465   | 22. února 2006    |        | Markéta Prachatická | Miloš Ondráček | Osobnosti: Sigmund Freud (1856–1939), 19 Kč                                                    |
| 466   | 22. února 2006    |        |                     |                | Krása květů: narcis – výplatní známka, 24 Kč                                                   |
| 467   | 22. února 2006    |        |                     |                | Zátiší s vínem – známka s kuponem pro přítisky, 12 Kč                                          |
| 468   | 15. března        |        |                     |                | XX. ZOH – přítisk: K. Neumannová – zlatá medaile, 9 Kč                                         |
| 469   | 22. března 2006   |        |                     |                | Velikonoce, 7,50 Kč                                                                            |
| 470   | 22. března 2006   |        |                     |                | Krásy naší vlasti: Klášter v Oseku (klášter Osek), 12 Kč                                       |
| 471   | 22. března 2006   |        |                     |                | Krásy naší vlasti: Pokličky na Kokořínsku (Mšenské pokličky), 15 Kč                            |
| 472   | 26. dubna 2006    |        |                     |                | Gratulační známka: Máj – lásky čas, 7,50 Kč                                                    |
| 473   | 3. května 2006    |        |                     |                | EUROPA – Integrace: hipoterapie, 10 Kč                                                         |
| 474   | 3. května 2006    |        |                     |                | EUROPA – Integrace: canisterapie, 20 Kč                                                        |
| 475   | 31. května 2006   |        | Pavel Hrach         | Václav Fajt    | „Dětem – Rumcajs, Manka a Cipísek“ (O loupežníku Rumcajsovi – ilustrátor Radek Pilař), 7,50 Kč |
| A 476 | 14. června 2006   |        | Oldřich Kulhánek    | Miloš Ondráček | Dědiční králové z rodu Přemyslovců: Přemysl Otakar I. (1198–1230), 12 Kč                       |
| A 477 | 14. června 2006   |        | Oldřich Kulhánek    | Miloš Ondráček | Dědiční králové z rodu Přemyslovců: Václav I. (1230–1253), 14 Kč                               |
| A 478 | 14. června 2006   |        | Oldřich Kulhánek    | Miloš Ondráček | Dědiční králové z rodu Přemyslovců: Přemysl Otakar II. (1253–1278), 15 Kč                      |
| A 479 | 14. června 2006   |        | Oldřich Kulhánek    | Miloš Ondráček | Dědiční králové z rodu Přemyslovců: Václav II. (1283–1305), 22 Kč                              |
| A 480 | 14. června 2006   |        | Oldřich Kulhánek    | Miloš Ondráček | Dědiční králové z rodu Přemyslovců: Václav III. (1305–1306) , 28 Kč                            |
| 481   | 14. června 2006   |        |                     |                | Národní park České Švýcarsko: Soutěsky Kamenice, 19 Kč                                         |
| 482   | 14. června 2006   |        |                     |                | Umělecká řemesla: České drahokamy, šperkařství a puncovnictví, 15 Kč                           |
| 483   | 14. června 2006   |        |                     |                | Umělecká řemesla: České drahokamy, šperkařství a puncovnictví, 18 Kč                           |
| 484   | 13. září 2006     |        |                     |                | Pěstitelství – kaktusy: Gymnocalycium denudatum, 7,50 Kč                                       |
| 485   | 13. září 2006     |        |                     |                | Pěstitelství – kaktusy: Obregonia denegrii, 7,50 Kč                                            |
| 486   | 13. září 2006     |        |                     |                | Pěstitelství – kaktusy: Astrophytum asterias, 10 Kč                                            |
| 487   | 13. září 2006     |        |                     |                | Pěstitelství – kaktusy: Cintia knizei, 10 Kč                                                   |
| A 488 | 13. září 2006     |        |                     |                | Světová výstava poštovních známek PRAGA 2008: Giovanni Castrucci – Pohled na Hradčany, 35 Kč   |
| 489   | 27. září 2006     |        |                     |                | Ekologie – vítězná známka ze soutěže, 7,50 Kč                                                  |
| 490   | 11. října 2006    |        |                     |                | Lidová architektura – dřevěné kostelíky, 7,50 Kč                                               |
| 491   | 11. října 2006    |        |                     |                | Lidová architektura – dřevěné kostelíky, 19 Kč                                                 |
| 492   | 11. října 2006    |        |                     |                | Světová výstava poštovních známek PRAGA 2008: Vrtbovská zahrada, 7,50 Kč                       |
| 493   | 11. října 2006    |        |                     |                | Vánoční blahopřání – známka s kupónem pro přítisky, 7,50 Kč                                    |
| 494   | 8. listopadu 2006 |        |                     |                | Umělecká díla na známkách: Jan Davidsz de Heem (1606–1684), 22 Kč                              |
| 495   | 8. listopadu 2006 |        |                     |                | Umělecká díla na známkách: Jaroslav Čermák (1830–1878), 25 Kč                                  |
| 496   | 8. listopadu 2006 |        |                     |                | Umělecká díla na známkách: František Kaván (1866–1941), 28 Kč                                  |
| 497   | 8. listopadu 2006 |        |                     |                | Vánoce, 7,50 Kč                                                                                |
| 498   | 1. prosince 2006  |        |                     |                | Světová výstava poštovních známek PRAGA 2008: Logo výstavy – výplatní známka, 7,50 Kč          |

## 2007
| číslo | datum             | nominální hodnota | rozměr     | grafika                      | rytí            | název                                                                        |
| ----- | ----------------- | ----------------- | ---------- | ---------------------------- | --------------- | ---------------------------------------------------------------------------- |
| 499   | 10. ledna 2007    | 7,50 Kč           |            |                              |                 | Osobnosti: Fráňa Šrámek (1877–1952)                                          |
| 500   | 10. ledna 2007    | 19 Kč             |            |                              |                 | Osobnosti: Karel Slavoj Amerling (1807–1884)                                 |
| 501   | 10. ledna 2007    | 9 Kč              |            |                              |                 | České vysoké učení technické v Praze (1707–2007)                             |
| 502   | 20. ledna 2007    | 7,50 Kč           |            |                              |                 | Tradice české známkové tvorby – J. Liesler                                   |
| 503   | 21. února 2007    | 12 Kč             |            |                              |                 | Asijské umění: japonský dřevořez                                             |
| 504   | 21. února 2007    | 24 Kč             |            |                              |                 | Asijské umění: indická malba na skle                                         |
| 505   | 21. února 2007    | 7,50 Kč           |            |                              |                 | Prevence onkologického onemocnění                                            |
| 506   | 21. února 2007    | 12 Kč             |            |                              |                 | Had                                                                          |
| 507   | 14. března 2007   | 7,50 Kč           |            |                              |                 | Velikonoce                                                                   |
| 508   | 14. března 2007   | 7,50 Kč           |            |                              |                 | Světová výstava poštovních známek PRAGA 2008: Praha – Malá Strana – 750 let  |
| 509   | 26. března 2007   | 20 Kč             |            |                              |                 | Společné vydání s Belgií – Palác Stoclet v Bruselu                           |
| 510   | 26. března 2007   | 35 Kč             |            |                              |                 | Společné vydání s Belgií – Palác Stoclet v Bruselu                           |
| 511   | 26. března 2007   | 11 Kč             |            |                              |                 | Gratulační kytice – známka s kuponem pro přítisky                            |
| 512   | 4. dubna 2007     | 12 Kč             |            |                              |                 | Krásy naší vlasti: lázně – Luhačovice – Jurkovičův dům                       |
| 513   | 4. dubna 2007     | 15 Kč             |            |                              |                 | Krásy naší vlasti: lázně – Lázně Bohdaneč – Pavilon Gočár                    |
| 514   | 4. dubna 2007     | 11 Kč             |            |                              |                 | Světová výstava poštovních známek PRAGA 2008: Logo výstavy – výplatní známka |
| 515   | 9. dubna 2007     | 11 Kč             |            |                              |                 | EUROPA: Skauting                                                             |
| 516   | 9. dubna 2007     | 1 Kč              |            |                              |                 | Krása květů: brambořík – výplatní známka                                     |
| 517   | 9. dubna 2007     | 23 Kč             |            |                              |                 | Krása květů: pelargonie – výplatní známka                                    |
| 518   | 30. května 2007   | 7,50 Kč           | 40 × 23 mm | Oldřich Pošmurný             | Miloš Ondráček  | Dětem – J. Foglar: Rychlé šípy                                               |
| A 519 | 20. června 2007   | 45 Kč             |            |                              |                 | Světová výstava poštovních známek PRAGA 2008: Karlův most – 650 let          |
| A 520 | 20. června 2007   | 35 Kč             |            |                              |                 | Světový grafik Václav Hollar (1607–1677)                                     |
| 521   | 20. června 2007   | 7,50 Kč           |            |                              |                 | Umělecká řemesla – historická kamna: gotika                                  |
| 522   | 20. června 2007   | 12 Kč             |            |                              |                 | Umělecká řemesla – historická kamna: renesance                               |
| 523   | 5. září 2007      | 12 Kč             | 40 × 23 mm | Petr Melan                   | Václav Fajt     | Dílo J. A. Komenského: Opera didactica omnia                                 |
| 524   | 5. září 2007      | 7,50 Kč           | 40 × 23 mm | Zdeněk Ziegler               | Jaroslav Tvrdoň | 100 let od založení prvního kina Viktorem Ponrepem                           |
| A 525 | 5. září 2007      | 9 Kč              | 23 × 40 mm | Libuše Knotová, Jaromír Knot | Martin Srb      | Ochrana přírody: Bílé Karpaty – orchidejové louky                            |
| A 526 | 5. září 2007      | 10 Kč             | 23 × 40 mm | Libuše Knotová, Jaromír Knot | Martin Srb      | Ochrana přírody: Bílé Karpaty – orchidejové louky                            |
| A 527 | 5. září 2007      | 11 Kč             | 23 × 40 mm | Libuše Knotová, Jaromír Knot | Martin Srb      | Ochrana přírody: Bílé Karpaty – orchidejové louky                            |
| A 528 | 5. září 2007      | 12 Kč             | 50 × 40 mm | Libuše Knotová, Jaromír Knot | Martin Srb      | Ochrana přírody: Bílé Karpaty – orchidejové louky                            |
| 529   | 5. září 2007      | 15 Kč             | 19 × 23 mm | Anna Khunová                 | Bohumil Šneider | Krása květů: lichořeřišnice – výplatní známka                                |
| 530   | 3. října 2007     | 11 Kč             | 40 × 23 mm | Oldřich Kulhánek             | Miloš Ondráček  | 160. výročí narození cestovatele Emila Holuba (1847–1902)                    |
| 531   | 3. října 2007     | 7,50 Kč           | 23 × 40 mm | Jan Kavan                    | Václav Fajt     | Technické památky – vodárenské věže: Karviná                                 |
| 532   | 3. října 2007     | 18 Kč             | 23 × 40 mm | Jan Kavan                    | Václav Fajt     | Technické památky – vodárenské věže: Plzeň                                   |
| 533   | 7. listopadu 2007 | 22 Kč             | 50 × 40 mm |                              | Martin Srb      | Umělecká díla na známkách: Amalie Mánesová (1817–1883)                       |
| 534   | 7. listopadu 2007 | 25 Kč             | 40 × 50 mm |                              | Václav Fajt     | Umělecká díla na známkách: Otakar Lebeda (1877–1901)                         |
| 535   | 7. listopadu 2007 | 28 Kč             | 50 × 40 mm |                              | Miloš Ondráček  | Umělecká díla na známkách: Soběslav Hippolyt Pinkas (1827–1901)              |
| 536   | 7. listopadu 2007 | 7,50 Kč           | 23 × 30 mm | Otakar Karlas                | Bohumil Šneider | Vánoce – betlém od Josefa Lady                                               |
| 537   | 12. prosince 2007 | 2,50 Kč           | 19 × 23 mm | Anna Khunová                 | Bohumil Šneider | Krása květů: kokarda – výplatní známka                                       |
| 538   | 19. prosince 2007 | 10 Kč             | 33 × 33 mm | Oldřich Pošmurný             |                 | Česká republika v schengenském prostoru                                      |
| 539   | 19. prosince 2007 | 18 Kč             | 19 × 23 mm | Jan Solpera                  |                 | Světová výstava poštovních známek PRAGA 2008: Logo výstavy – výplatní známka |

## 2008
| číslo     | datum              | rozměr         | grafika                      | rytí            | popis (námět, v závorce související informace na wikipedii, nominální hodnota)                                                                              |
| --------- | ------------------ | -------------- | ---------------------------- | --------------- | --- |
| 540       | 20. ledna 2008     |                |                              |                 | Tradice české známkové tvorby – F. Hudeček, 10 Kč |
| 541       | 20. ledna 2008     |                |                              |                 | Osobnosti: Karel Klostermann (1848–1923), 11 Kč |
| 542       | 20. ledna 2008     |                |                              |                 | Osobnosti: Josef Kajetán Tyl (1808–1856), 14 Kč |
| 543       | 30. ledna 2008     |                |                              |                 | Krása květů: růže, 10 Kč |
| 544       | 30. ledna 2008     | 23 × 30 mm     | Karel Zeman                  | –               | Brána s pávem, 10 Kč |
| 545       | 30. ledna 2008     | 23 × 30 mm     | Libuše a Jaromír Knotkovi    | –               | Zátiší s vínem, 10 Kč |
| 546       | 20. února 2008     | 33 × 33 mm     | Jaroslav Chadima             | Jaroslav Tvrdoň | Mezinárodní rok planety Země, 18 Kč |
| 547       | 20. února 2008     |                |                              |                 | Jiří z Poděbrad – 550 let od zvolení českým králem, 12 Kč                                                                                                   |
| 548       | 5. března 2008     |                |                              |                 | Velikonoce, 10 Kč |
| 549       | 5. března 2008     |                |                              |                 | Světová výstava poštovních známek PRAGA 2008: J. Navrátil: nástěnná malba z Poštovního muzea v Praze, 10 Kč                                                 |
| 550       | 5. března 2008     |                |                              |                 | Krása květů: gerbera, 21 Kč |
| bez čísla | 5. března 2008     | –              | Oldřich Pošmurný             | –               | dopisnice s natištěnou příležitostnou poštovní známkou architekt, stavitel a mecenáš Josef Hlávka, nominální hodnota 10 Kč, prodejní cena 15 Kč             |
| 551       | 19. března 2008    |                |                              |                 | Dílo J. A. Komenského: Orbis pictus – 350 let od vydání, 10 Kč                                                                                              |
| 552       | 19. března 2008    |                |                              |                 | Krásy naší vlasti: Ještěd, 12 Kč |
| 553       | 19. března 2008    |                |                              |                 | Krásy naší vlasti: Hradec Králové, 15 Kč |
| 554       | 19. března 2008    |                | Anna Khunová                 | Bohumil Šneider | Krása květů: azalka, 3 Kč |
| 555       | 2. dubna 2008      |                |                              |                 | Prezident republiky Václav Klaus, 10 Kč |
| 556       | 16. dubna 2008     |                |                              |                 | 100. výročí Národního technického muzea v Praze, |
| 557       | 16. dubna 2008     |                |                              |                 | 100. výročí Národního technického muzea v Praze |
| 558       | 16. dubna 2008     |                |                              |                 | 100. výročí Národního technického muzea v Praze |
| 559       | 16. dubna 2008     |                |                              |                 | 100 let českého ledního hokeje, 17 Kč |
| 560       | 7. května 2008     |                |                              |                 | EUROPA: Psaní dopisů, 17 Kč |
| 561       | 28. května 2008    |                |                              |                 | Dětem – J. Čapek: Povídání o pejskovi a kočičce, 10 Kč |
| A 562     | 28. května 2008    |                |                              |                 | Světová výstava poštovních známek PRAGA 2008: Ledeburská zahrada v Praze, 51 Kč                                                                             |
| A 563     | 28. května 2008    |                |                              |                 | Ochrana přírody: Třeboňsko – kraj rybníků a tůní, ledňáček říční (Alcedo atthis), 10 Kč                                                                     |
| A 564     | 28. května 2008    |                |                              |                 | Ochrana přírody: Třeboňsko – kraj rybníků a tůní, vydra říční (Lutra lutra), tavolník vrbolistý (Spiraea salicifolia), 12 Kč                                |
| A 565     | 28. května 2008    |                |                              |                 | Ochrana přírody: Třeboňsko – kraj rybníků a tůní, orel mořský (Haliaeetus albicilla), 14 Kč                                                                 |
| A 566     | 28. května 2008    |                |                              |                 | Ochrana přírody: Třeboňsko – kraj rybníků a tůní, zrzohlávka rudozobá (Netta rufina), leknín bílý (Nymphaea alba), 18 Kč                                    |
| bez čísla | 28. května 2008    | –              | Václav Kučera                | –               | dopisnice s natištěnou příležitostnou poštovní známkou EXPONET – virtuální mezinárodní filatelistická výstava, nominální hodnota 17 Kč, prodejní cena 22 Kč |
| 567       | 18. června 2008    | 40 × 23 mm     | Vladimír Novák               | Miloš Ondráček  | Cestovatelé: Ferdinand Stolička (1838–1874), 12 Kč |
| 568       | 18. června 2008    | 40 × 23 mm     | Vladimír Novák               | Miloš Ondráček  | Cestovatelé: Alois Musil (1868–1944), 21 Kč |
| 569       | 18. června 2008    |                |                              |                 | Hry XXIX. olympiády v Pekingu, 18 Kč |
| 570       | 18. června 2008    |                |                              |                 | Letní paralympiáda 2008, Peking, 10 Kč |
| bez čísla | 18. června         | –              | Václav Kučera                | –               | dopisnice s natištěnou příležitostnou poštovní známkou Praha – výstaviště – průmyslový palác, nominální hodnota 10 Kč, prodejní cena 15 Kč                  |
| bez čísla | 18. června         | –              | Václav Kučera                | –               | dopisnice s natištěnou příležitostnou poštovní známkou poštovní muzeum, nominální hodnota 17 Kč, prodejní cena 22 Kč                                        |
| 571       | 3. září 2008       | 23 × 40 mm     | Karel Zeman                  | Jaroslav Tvrdoň | Světová výstava poštovních známek PRAGA 2008: Klášter Emauzy v Praze, 10 Kč                                                                                 |
| 572       | 3. září 2008       |                |                              |                 | 100 let sdružení výtvarníků užitého umění Artěl, 26 Kč |
| 573       | 3. září 2008       | 23 × 30 mm     | Josef Paleček, Václav Kučera | –               | Letní den, 10 Kč |
| Au 4      | 3. září 2008       | 40 × 25 mm     | RNDr. Adolf Absolon          | –               | automatová známka: zámek Průhonice, 10 Kč, 12 Kč, 14 Kč, 17 Kč, 18 Kč, 21 Kč, 24 Kč, 26 Kč, 30 Kč, 34 Kč, 35 Kč, 37 Kč, 43 Kč a 50 Kč.                      |
| bez čísla | 3. září 2008       |                |                              |                 | výplatní známka na pohlednicích: nástěnné malby poštovního muzea v Praze, 10 Kč                                                                             |
| bez čísla | 3. září 2008       |                |                              |                 | výplatní známka na pohlednicích: nástěnné malby poštovního muzea v Praze, 17 Kč                                                                             |
| A 574     | 12. září 2008      | 44,4 × 30,7 mm | Václav Fajt                  | Václav Fajt     | Světová výstava poštovních známek PRAGA 2008: Společné vydání s Rakouskem: Spěšná pošta 1750, 35 Kč                                                         |
| A 575     | 12. září 2008      | 26 × 40 mm     | Dušan Kállay                 | Miloš Ondráček  | Společné vydání se Slovenskem: Karel Plicka (1894–1987), 35 Kč                                                                                              |
| 576       | 15. října 2008     | 23 × 40 mm     | Michal Vitanovský            | Bohumil Šneider | Umělecká řemesla – historická kamna: baroko, 10 Kč |
| 577       | 15. října 2008     | 23 × 40 mm     | Michal Vitanovský            | Bohumil Šneider | Umělecká řemesla – historická kamna: rokoko, 17 Kč |
| 578       | 5. listopadu 2008  | 50 × 40 mm     | –                            | Václav Fait     | Umělecká díla na známkách: Zdenka Braunerová (1858–1934), 23 Kč                                                                                             |
| 579       | 5. listopadu 2008  | 40 × 50 mm     | –                            | Miloš Ondráček  | Umělecká díla na známkách: Otakar Nejedlý (1883–1957), 26 Kč                                                                                                |
| A 580     | 5. listopadu 2008  | 54,4 × 44,4 mm | –                            | Martin Srb      | Umělecká díla na známkách: Jan Jakub Hartmann (1658–po 1738), 30 Kč                                                                                         |
| 581       | 5. listopadu 2008  | 23 × 30 mm     | Pavel Sivko                  | Bedřich Housa   | Vánoční tradice, 10 Kč |
| A 582     | 5. listopadu 2008  | 54,4 × 44,4 mm | Václav Kučera                | Jaroslav Tvrdoň | Třebechovický betlém, 30 Kč |
| 583       | 5. listopadu 2008  | 23 × 30 mm     | Václav Kučera                | –               | Děti v zimě, 10 Kč |
| 584       | 25. listopadu 2008 | 40 × 23 mm     | Tomáš Pakosta                | –               | Předsednictví České republiky v Radě EU, 17 Kč |

## 2009[1][2]
| číslo | datum             | nominální hodnota | rozměr         | grafika                         | rytí            | název                                                                      |
| ----- | ----------------- | ----------------- | -------------- | ------------------------------- | --------------- | -------------------------------------------------------------------------- |
| 585   | 2. ledna 2009     | 10 Kč             | 40 × 23 mm     | Pavel Dvorský                   | Jaroslav Tvrdoň | Osobnosti: Louis Braille (1809–1852)                                       |
| 586   | 2. ledna 2009     | 12 Kč             | 40 × 23 mm     | Pavel Dvorský                   | Jaroslav Tvrdoň | Osobnosti: Charles Darwin (1809–1882)                                      |
| 587   | 20. ledna 2009    | 10 Kč             | 23 × 40 mm     | Bedřich Housa                   | Bedřich Housa   | Tradice české známkové tvorby – A. Podzemná                                |
| A 588 | 11. února 2009    | 18 Kč             | 40 × 23 mm     | Zdeněk Netopil                  |                 | Mistrovství světa v klasickém lyžování v Liberci                           |
| A 589 | 11. února 2009    | 35 Kč             | 54,4 × 44,4 mm | Josef Dudek                     | Miloš Ondráček  | Chraňte póly a ledovce                                                     |
| A 593 | 11. února 2009    | 51 Kč             | 50 × 40 mm     | Zdeněk Ziegler                  | Václav Fajt     | Relikviář svatého Maura v Bečově nad Teplou                                |
| 590   | 18. března 2009   | 10 Kč             | 23 × 30 mm     | Adolf Born                      | Jaroslav Tvrdoň | Velikonoční tradice                                                        |
| 591   | 18. března 2009   | 18 Kč             | 40 × 50 mm     | Martin Srb                      | Martin Srb      | Asijské umění ze sbírek NG ve Zbraslavi                                    |
| 592   | 18. března 2009   | 24 Kč             | 40 × 50 mm     | Martin Srb                      | Martin Srb      | Asijské umění ze sbírek NG ve Zbraslavi                                    |
| 595   | 22. dubna 2009    | 10 Kč             | 40 × 23 mm     | Jiří Bouda                      | Bohumil Šneider | 150. výročí bývalé Jihoseveroněmecké spojovací dráhy z Pardubic do Liberce |
| 596   | 6. května 2009    | 17 Kč             | 37,5 × 37,5 mm | Jan Ungrád                      | Bohumil Šneider | EUROPA: Astronomie – 400. výročí Keplerových zákonů                        |
| A 597 | 6. května 2009    | 12 Kč             | 40 × 26 mm     | Jan Kavan                       | Václav Fajt     | Krásy naší vlasti: Cisterciácký klášter Vyšší Brod                         |
| A 598 | 6. května 2009    | 14 Kč             | 40 × 26 mm     | Jan Kavan                       | Václav Fajt     | Krásy naší vlasti: zámek Horšovský Týn                                     |
| 599   | 27. května 2009   | 10 Kč             | 23 × 30 mm     | Hana Čápová                     | Miloš Ondráček  | Dětem – Spejbl a Hurvínek                                                  |
| 600   | 27. května 2009   | 21 Kč             | 40 × 23 mm     | Karel Zeman                     | Jaroslav Tvrdoň | Rabín Jehuda Löw                                                           |
| 601   | 17. června 2009   | 26 Kč             | 33 × 33 mm     | Oldřich Kulhánek                | Miloš Ondráček  | 400 let od vydání Majestátu Rudolfa II.                                    |
| A 602 | 17. června 2009   | 17 Kč             | 40 × 23 mm     | Oldřich Pošmurný                |                 | Mezinárodní celosvětová soutěž hasičů v Ostravě                            |
| A 603 | 9. září 2009      | 43 Kč             | 50 × 40 mm     | RNDr. Adolf Absolon             | Martin Srb      | České středohoří – třetihorní vulkanická krajina                           |
| A 604 | 9. září 2009      | 10 Kč             |                | Libuše Knotková, Jaromír Knotek | Martin Srb      | Ochrana přírody – Křivoklátsko, biosférická rezervace UNESCO               |
| A 605 | 9. září 2009      | 12 Kč             |                | Libuše Knotková, Jaromír Knotek | Martin Srb      | Ochrana přírody – Křivoklátsko, biosférická rezervace UNESCO               |
| A 606 | 9. září 2009      | 14 Kč             |                | Libuše Knotková, Jaromír Knotek | Martin Srb      | Ochrana přírody – Křivoklátsko, biosférická rezervace UNESCO               |
| A 607 | 9. září 2009      | 16 Kč             |                | Libuše Knotková, Jaromír Knotek | Martin Srb      | Ochrana přírody – Křivoklátsko, biosférická rezervace UNESCO               |
| 608   | 23. září 2009     | 10 Kč             | 23 × 30 mm     | Petr Melan                      | Václav Fajt     | Technické památky: větrný mlýn v Ruprechtově                               |
| 609   | 23. září 2009     | 12 Kč             | 23 × 30 mm     | Petr Melan                      | Václav Fajt     | Technické památky: vodní mlýn v Hoslovicích                                |
| 610   | 14. října 2009    | 10 Kč             | 40 × 23 mm     | Bedřich Housa                   | Bedřich Housa   | Píseň Kde domov můj? (1834–2009) – česká státní hymna                      |
| 611   | 14. října 2009    | 10 Kč             | 23 × 40 mm     | Michal Vitanovský               | Bohumil Šneider | Umělecká řemesla – historická kamna: empír                                 |
| 612   | 14. října 2009    | 10 Kč             | 23 × 40 mm     | Michal Vitanovský               | Bohumil Šneider | Umělecká řemesla – historická kamna: biedermeier                           |
| 613   | 14. října 2009    | 18 Kč             | 40 × 23 mm     | Vladimír Novák                  | Miloš Ondráček  | Cestovatelka Barbora Markéta Eliášová (1874–1957)                          |
| 614   | 4. listopadu 2009 | 14 Kč             | 40 × 23 mm     | Ivan Štrouf                     |                 | 17. listopad – rok 1939 a 1989                                             |
| 615   | 4. listopadu 2009 | 24 Kč             | 50 × 40 mm     | Miloš Ondráček                  | Václav Fajt     | Umělecká díla na známkách: Alfred Sisley (1839–1899)                       |
| 616   | 4. listopadu 2009 | 26 Kč             | 50 × 40 mm     | Miloš Ondráček                  | Václav Fajt     | Umělecká díla na známkách: Alfréd Justitz (1879–1934)                      |
| A 617 | 4. listopadu 2009 | 34 Kč             | 50 × 40 mm     | Bedřich Housa                   | Bedřich Housa   | Umělecká díla na známkách: František Ženíšek (1849–1916)                   |
| 618   | 4. listopadu 2009 | 10 Kč             | 23 × 30 mm     | Lenka Vybíralová                | Jaroslav Tvrdoň | Vánoce                                                                     |